# Han Csing-ti kínai császár
Han Csing-ti (Han Jingdi) (pinjin: Han Jingdi (magyaros átírással: Han Csing-ti); pinjin hangsúlyjelekkel: Hàn Jǐngdì; egyszerűsített kínai: 汉景帝; hagyományos kínai: 漢景帝; Wade–Giles átírással: Han Ching-ti; Kr. e. 188 – Kr. e. 141. március 9.) kínai császár Kr. e. 157-től haláláig.
Ven-ti (Wéndì) császár fiaként született és édesapja halála után örökölte a trónt. Ven-ti (Wéndì)hez hasonlóan szelíd és jóságos császárként uralkodott, ez azonban egyfajta gyengeséggel is párosult. Uralma alatt a kínai fejedelmek több lázadást kíséreltek meg kirobbantani, és csak tábornokának, Csou Ja-fu (Zhōu Yǎfū)nak segítségével sikerült a császárnak a kormányt szilárdan fenntartania.
Csing-ti (Jǐngdì) 16 évig uralkodott, és 47 évesen hunyt el. A trónon fia, Vu-ti (Wǔdì) követte.